# Penny Vital
Pour les articles homonymes, voir Drake.
Penny Vital est un mannequin et une actrice américaine née le 20 juillet 1977 à San Antonio (Texas).
Elle mesure 1,80 m. Elle est diplômée en photojournalisme de l'université du Texas à Austin.

## Filmographie
- 2005 : 40 ans, toujours puceau : fille rousse, non créditée
- 2005 : Sin City : fille de la vieille ville, non créditée
- 2005 : Monarch of the Moon : Sabula
- 2006 : The Slaughter : madame Eliza
- 2007 : You're so Dead : Regina
- 2008 : Necrosis : Megan
- 2008 : Dreamkiller : Annette DeFour
- 2008 : The Cook : Anastasia
- 2008 : Zombie Strippers : Sox